# Eskdale
Eskdale es una pequeña comunidad no incorporada ubicada al oeste del condado de Millard, en el estado de Utah, en los Estados Unidos, justo al este de la frontera con Nevada. Es una comunidad agrícola. Eskdale fue fundada en 1955 como una comunidad religiosa llamada la Casa de Aarón. El nombre del pueblo proviene del río Esk, situado en Escocia. En la aldea se encuentra la escuela secundaria de Eskdale, que atiende a las comunidades de Eskdale, Garrison, Bubank y Baker, así como a otras poblaciones de la zona de Snake Valley. Eskdale es una comunidad conocida por sus productos lácteos.